# Konstantin Chrabcow
Konstantin Chrabcow (ros. Константин Храбцов, ur. 27 maja 1958 w Moskwie) – rosyjski kolarz torowy i szosowy reprezentujący również ZSRR, dwukrotny medalista torowych mistrzostw świata.

## Kariera
Pierwszy sukces w karierze Konstantin Chrabcow osiągnął w 1982 roku, kiedy wspólnie z Walerijem Mowczanem, Aleksandrem Krasnowem, Siergiejem Nikitienko złoty medal w drużynowym wyścigu na dochodzenie podczas torowych mistrzostw świata w Leicester. Pięć lat później, na mistrzostwach świata w Wiedniu Chrabcow zdobył brązowy medal w wyścigu na 1 km, ulegając jedynie Martinowi Vinnicombe'owi z Australii i Jensowi Glücklichowi z NRD. Startował także w wyścigach szosowych, zajmując między trzecie miejsce w klasyfikacji generalnej belgijskiego Omloop Hageland-Zuiderkempen w 1991 roku. Nigdy nie startował na igrzyskach olimpijskich.